# InéDick
Albums de Dick Annegarn
Chansons fleuves
(1990) Approche-toi
(1997)
InéDick est un album de Dick Annegarn, sorti en 1992.
Il ne faut pas se fier au titre de l’album : la seule chanson inédite ici est la première, Les Tchèques, qui sera réenregistrée sur l'album Approche-toi (1997). Les autres titres sont des réenregistrements de chansons parues sur des 33 tours antérieurs, devenus introuvables : Anticyclone (1976), De ce spectacle ici sur terre (1978), Citoyen (1981), 140 BXL (1984).

## Liste des titres
| No  | Titre                     | Durée |
| --- | ------------------------- | ----- |
| 1.  | Les Tchèques              |       |
| 2.  | Youp Youp                 |       |
| 3.  | Chanson du vieux chanteur |       |
| 4.  | Enfant de la guerre       |       |
| 5.  | Albert                    |       |
| 6.  | Katinga tango             |       |
| 7.  | Piste                     |       |
| 8.  | Ni çà ni là               |       |
| 9.  | Loin de là                |       |
| 10. | Sécheresse                |       |
| 11. | Robert Caillet            |       |
| 12. | Un' ombre                 |       |
| 13. | Crainte de l'eau          |       |
| 14. | Dithyrambos               |       |
| 15. | Château d'Edgar Poe       |       |
| 16. | Une bourre                |       |
| 17. | Mal de dent               |       |

## Musicien
Cet album est entièrement en solo. Dick s'y accompagne, selon les chansons, à la guitare, à l'accordéon, au piano ou au xylophone.